# Zniknięcia
Zniknięcia, przekład francuskiej powieści La Disparition ("Zniknięcie") zawierającej ponad 300 stron, napisanej w 1969 przez Georges'a Pereca z całkowitym pominięciem litery "e".
Polskie wydanie Zniknięć ukazało się w 2022 roku nakładem Wydawnictwa Lokator w przekładzie René Koelblena i Stanisława Waszaka.